# Vincetoxicum verticillatum
Vincetoxicum verticillatum är en oleanderväxtart som först beskrevs av Hemsley, och fick sitt nu gällande namn av Carl Ernst Otto Kuntze. Vincetoxicum verticillatum ingår i släktet tulkörter, och familjen oleanderväxter. Inga underarter finns listade i Catalogue of Life.